# ماريو أند لويجي: دريم تيم
ماريو أند لويجي: دريم تيم (بالإنجليزية: Mario & Luigi: Dream Team)‏ هي لعبة فيديو تقمص الأدوار تم تطويرها بواسطة ألفادريم من أجل نينتندو 3دي أس. تم الكشف عنه على نينتندو دايركت في 14 فبراير 2013، وهي اللعبة الرابعة في سلسلة ماريو أند لويجي لألعاب تقمص الأدوار من ماريو. في الولايات المتحدة، تم تضمين رمز تنزيل للعبة مع نظام نينتندو 3دي أس إكس أل الفضية بطابع ماريو أند لويجي.
تتبع قصة اللعبة ماريو وشقيقه لويجي اللذين، بعد دعوتهما إلى جزيرة بيللو لقضاء إجازة، انخرطوا في رحلة لاستعادة قطعة أثرية قوية قبل أن يسرقها أحد الأعداء ويحول العالم إلى كوابيس وفوضى. يتحكم اللاعب في الأخوين ويحل الألغاز في الجزيرة أيضًا في أحلام لويجي بعد اكتشاف قوته الغامضة.
كانت اللعبة واحدة من العديد من الألعاب التي تحمل طابع لويجي والتي تم إصدارها خلال «عام لويجي» من نينتندو من مارس 2013 إلى مارس 2014، للاحتفال بالذكرى الثلاثين لظهوره الأصلي في ماريو برذرز في عام 1983. ونتيجة لذلك، كان للويجي دور أكبر في اللعبة أكثر مما فعل في الأقساط السابقة من السلسة.
تم إصدار اللعبة النهائية للسلسلة، ماريو أند لويجي: بايبر جام، من أجل نينتندو 3دي أس في عام 2015.

## الملاحظات
1. ↑  تسمى في اليابان ماريو أند لويجي أر بي جي 4: دريم أدفنشر (بالإنجليزية: Mario & Luigi RPG 4: Dream Adventure‎؛ باليابانية: マリオ&ルイージRPG4 ドリームアドベンチャー؟)
2. ↑  تعرف في أوروبا وأستراليا: ماريو أند لويجي: دريم تيم برذرز (بالإنجليزية: Mario & Luigi: Dream Team Bros.)‏